# Cratere Gledhill
Gledhill  è un cratere sulla superficie di Marte.